# Edith Rigby
Edith Rigby, née Rayner (1872–1948) est une suffragette britannique. Elle fonda la St Peter's School à Preston afin d'éduquer femmes et jeunes filles. Elle fut une activiste majeure des droits des femmes et fut incarcérée plusieurs fois pour ses activités suffragistes.

## Biographie
Edith Rayner nait le 18 octobre 1872 à Preston dans le Lancashire. Elle est l'une des sept enfants du Dr Alexander Clement Rayner. Elle suit les cours du collège Penrhos à Colwin Bay en Galles du Nord. 
En 1893, Edith épouse le Dr Charles Rigby et le couple s'installe Square Winckley à Preston.
Dès son plus jeune âge, elle s'interroge sur les différences entre les femmes de la classe ouvrière et celles de la classe moyenne et après son mariage, elle se bat pour améliorer les conditions des ouvrières des usines locales. Elle critique la manière dont ses voisins traitent leurs personnels. Chez elle, celui-ci peut se permettre des libertés peu communes à l'époque, comme diner dans la salle à manger ou ne pas porter d'uniforme.
En 1899, elle fonde la St Peter's School, une école du soir et un club, qui permet à ses membres de se rencontrer et de poursuivre leur éducation qui, sinon, se serait arrêtée à l'âge de 11 ans. 

### Militante
En 1907, Edith fonde à Preston une branche locale de la Women's Social and Political Union. Les réunions de l'organisation se tiennent chez elle, au 28 Winckley Square. De nombreux diners sont organisés et les membres y portent leur habit de cérémonie : une longue robe blanche et l'écharpe blanche bordée de violet et de vert (les couleurs des féministes).
Elle participe également à une marche sur le parlement de Westminster à Londres avec Christabel et Sylvia Pankhurst. Edith et cinquante-six autres femmes sont arrêtées et condamnées à un mois de prison. Elle est accusée du goudronnage de la statue de Lord Derby du parc Miller. Si c'était bien son idée, elle n'est pas l'auteur du forfait. Elle sera arrêtée sept fois au total, participera à des grèves de la faim et sera soumise à des séances de gavage. Elle posee une bombe artisanale à la bourse du maïs de Liverpool le 5 juillet 1913 et met le feu au bungalow de William Lever à Rivington Pike. Cette dernière action fera 20 000 £ de dégâts et détruit des peintures de valeur. Elle déclare à ce propos : « Je veux demander à Sir William Lever s'il pense que sa propriété à Rivington Pike a plus de valeur en tant que maison superflue, ouverte de temps en temps, ou en tant que phare allumé pour que le roi et le pays voient les intolérables outrages fait aux femmes. »
D'après Elisabeth Ashworth, Edith est la première femme à faire du vélo à Preston. Pendant la Première Guerre mondiale, elle achète un cottage près de Preston et produit de la nourriture pour l'effort de guerre. Les cheveux courts et en vêtements d'homme, elle fait pousser des fruits et des légumes, élève des animaux et des abeilles, en suivant les enseignements de Rudolf Steiner. À sa retraite, son mari la rejoint au cottage et ils adoptent un fils, Sandy. En 1918, Edith co-fonde et préside la Hutton and Howick Women's Institute, le premier institut pour femmes du Lancashire.

### Décès
En 1926, peu après le décès de son mari, Edith s'installe en Galles du Nord. Elle crée un « cercle anthropomorphique », suivant le travail de Steiner et visite une de ses écoles à New-York. Atteinte de la maladie de Parkinson, elle meurt en 1950, près de Llandudno. 